# Dunkwa-on-Offin

Dunkwa-on-Offin (eller bara Dunkwa) är en ort i södra Ghana. Den är huvudort för distriktet Upper Denkyira East, och folkmängden uppgick till 31 559 invånare vid folkräkningen 2010.